# 讷伊-克里莫卢瓦
讷伊-克里莫卢瓦（法語：Neuilly-Crimolois，法語發音：[nœji kʁimɔlwa]）是法国科多尔省的一个市镇，属于第戎区。该市镇于2019年由原市镇讷伊莱第戎和克里莫卢瓦合并而成，行政中心位于讷伊莱第戎。

## 地理
讷伊-克里莫卢瓦（47°16'46"N, 5°6'27"E）面积8.21 平方千米，位于法国勃艮第-弗朗什-孔泰大區科多尔省，该省份为法国中东部省份，北起奥布省，西接涅夫勒省和约讷省，南至索恩-卢瓦尔省，东南接汝拉省，东临上索恩省，东北部与上马恩省接壤。
与讷伊-克里莫卢瓦接壤的市镇（或旧市镇、城区）包括：隆维、乌日、鲁夫尔昂普莱讷、福韦尔内、舍维尼圣索沃尔、塞讷塞莱第戎、第戎。
讷伊-克里莫卢瓦的时区为UTC+01:00、UTC+02:00（夏令时）。

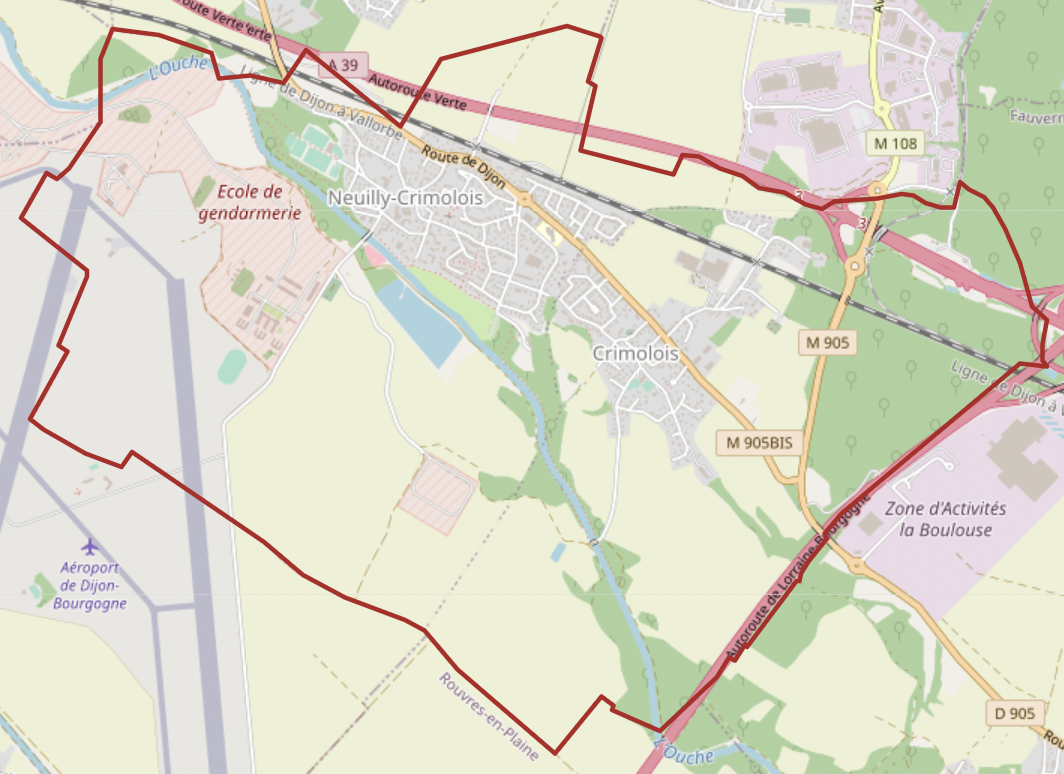
讷伊-克里莫卢瓦的OSM定位图

## 行政
讷伊-克里莫卢瓦的邮政编码为21800，INSEE市镇编码为21452。

## 政治
讷伊-克里莫卢瓦所属的省级选区为舍维尼圣索沃尔县。

## 人口
讷伊-克里莫卢瓦于2022年1月1日时的人口数量为3430人。